# Systaria cervina
Espèce
Synonymes
- Syrisca cervina Simon, 1897

Systaria cervina est une espèce d'araignées aranéomorphes de la famille des Miturgidae.

## Distribution
Cette espèce est endémique de Luçon aux Philippines. Elle se rencontre à l'entrée de grottes dans les provinces de Rizal et de Quezon.

## Description
Le mâle décrit par Dankittipakul et Singtripop en 2011 mesure 7,38 mm et la femelle 10,52 mm.

## Publication originale
- Simon, 1897 : Études arachnologiques. 27e Mémoire. XLII. Descriptions d'espèces nouvelles de l'ordre des Araneae. Annales de la Société entomologique de France, vol. 65, p. 465-510 (texte intégral).